# Pril

schema van een priltoren

Prils zijn kogelronde korreltjes van een vaste stof, die gevormd zijn uit druppels van de gesmolten stof. Ze worden gevormd in een priltoren waarin druppels van de gesmolten stof vallen in tegenstroom met een koelgas (gewoonlijk lucht), en tijdens het vallen stollen. Dit proces wordt "prilling" genoemd. De stof die geprild wordt moet vast zijn bij kamertemperatuur en in gesmolten toestand een voldoend lage viscositeit hebben.
Prilling wordt veel toegepast voor het produceren van korrelvormige meststoffen (bijvoorbeeld van ureum of ammoniumnitraat) en van sommige waspoeders. De korrels hebben een typische diameter van 1 tot 3 mm. In de voedings-, diervoedings-, farmaceutische of cosmetische nijverheid worden sommige ingrediënten ook met prilling geproduceerd. Voor fijnere deeltjes wordt de gesmolten stof verstoven (atomisatie).